# Ramphis ibericus
Ramphis ibericus is een vlinder uit de familie prachtmotten (Cosmopterigidae). De wetenschappelijke naam is voor het eerst geldig gepubliceerd in 1969 door Riedl.
De soort komt voor in Europa.